# Francesco Maria Russo

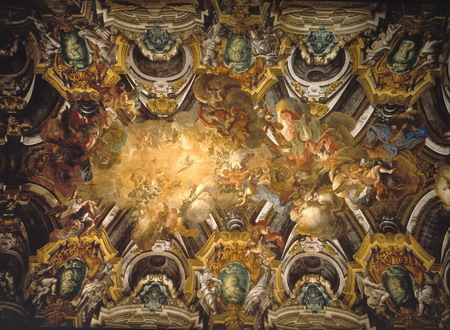
La volta della Cappella Sansevero, nota anche come Gloria del Paradiso, dipinta nel 1749

Francesco Maria Russo (XVIII secolo – XVIII secolo) è stato un artista italiano, conosciuto soprattutto per aver affrescato il soffitto della Cappella Sansevero a Napoli.

## Biografia
Si hanno poche notizie certe di Francesco Maria Russo, che risulta sconosciuto a Napoli prima dei suoi lavori al servizio del principe Raimondo di Sangro. È possibile che abbia studiato a Roma e che si sia trasferito in seguito nella città partenopea.
Le prime informazioni su di lui risalgono al 1743-1744, quando fu incaricato da Raimondo di Sangro di affrescare l'antisacrestia della Cappella del Tesoro di San Gennaro a Napoli.
L'opera più famosa del Russo è sicuramente l'affresco che ricopre il soffitto della Cappella Sansevero. Tale affresco, firmato e datato 1749, è detto "Gloria del Paradiso" e raffigura la colomba dello Spirito Santo, circondata da una serie di angeli e altre figure e da un impianto architettonico che sembra proseguire la decorazione delle finestre situate alla base della cupola. Tra una finestra e l'altra si trovano sei medaglioni in toni di verde raffiguranti i sei santi protettori della famiglia di Sangro, mentre del presbiterio, separato dal resto della cappella da un grande arco a tutto sesto, è disegnata una piccola cupola.
Sembra che per l'affresco siano stati utilizzati dei colori preparati appositamente da Raimondo di Sangro, che appaiono ancora vivi e intensi dopo più di due secoli e mezzo pur non essendo mai stati restaurati. Il Principe non rimase però soddisfatto dall'opera del Russo e lasciò indicato nel suo testamento di fare riaffrescare la volta della cappella dal miglior artista disponibile, desiderio che non fu però realizzato dal figlio Vincenzo.
Sempre nella Cappella Sansevero realizzò dieci anni più tardi anche il monumento sepolcrale di Raimondo di Sangro, che si trova in una nicchia del corridoio che dalla cappella conduce alla sacrestia. Di aspetto semplice e sobrio, l'opera è composta da una grande lapide in marmo rosa con l'elogio del principe Raimondo al di sopra del quale si trova una cornice di marmo con un ritratto del dedicatario eseguito dal pittore Carlo Amalfi. Il dipinto è sormontato da un grande arco decorato con armi, libri, strumenti scientifici e altri emblemi commemorativi delle glorie militari e scientifiche di Raimondo di Sangro.
In seguito Russo continuò a lavorare per la famiglia di Sangro e un documento del Banco di Napoli del 1765, inerente ad un pagamento a lui corrisposto, lo definisce come "pittore guazzista di casa del principe di San Severo".
Di sua mano è anche la sterminata tela sulla volta della Chiesa del Corpus Domini a Gragnano.